# Sari (Vorname)
Sari ist ein männlicher und weiblicher Vorname.

## Herkunft und Bedeutung
Der Name ist eine finnische Form von Sarah. Die Verkleinerungsform ist Saija.
Der weibliche Name bedeutet im Indonesischen Wesen/Essenz.

## Bekannte Namensträger

### Weiblich
- Sari Baldauf (* 1955), Vizepräsidentin der Nokia Corporation
- Sári Barabás (1914–2012), ungarisch-deutsche Opern- und Operettensängerin (Sopran)
- Sari Essayah (* 1967), finnische Leichtathletin
- Sari Gilman (* 1969), US-amerikanische Dokumentarfilmerin und Filmeditorin
- Sari Krooks (* 1968), finnische Eishockeyspielerin
- Sari Maeda (* 1990), japanische Biathletin
- Sari Marjamäki (* 1971), finnische Eishockeyspielerin
- Sari Raber (* 1986), kanadische Fußballspielerin
- Sari Schorr, US-amerikanische Bluesrock-Sängerin und Songwriterin
- Sari Szasz (1922–2006), rumänische Tischtennisspielerin
- Sari van Veenendaal (* 1990), niederländische Fußballtorhüterin

### Männlich
- Sari Abacha (1978–2013), nigerianischer Fußballspieler
- Sari Abboud (* 1981), libanesischer Sänger
- Sari Hanafi (* 1962), französisch-palästinensischer Soziologe und Professor
- Sari Nusseibeh (* 1949), palästinensischer Philosoph und Politiker
- Sari Saltuk (??–1297/1298), türkischer Derwisch aus dem 13. Jahrhundert